# Sherkānlū
Sherkānlū (persiska: شرکانلو) är en ort i Iran.   Den ligger i provinsen Nordkhorasan, i den nordöstra delen av landet, 600 km öster om huvudstaden Teheran. Sherkānlū ligger 1 579 meter över havet och antalet invånare är 140.
Terrängen runt Sherkānlū är huvudsakligen kuperad, men söderut är den bergig. Sherkānlū ligger nere i en dal.Runt Sherkānlū är det ganska glesbefolkat, med 38 invånare per kvadratkilometer. Närmaste större samhälle är Nāmānlū, 6,1 km nordost om Sherkānlū. Trakten runt Sherkānlū består i huvudsak av gräsmarker.